# Кома (медицина)
Ко́ма (грец. κῶμα — глибокий сон) — патологічний стан організму, який характеризується повною втратою свідомості, розладом життєво важливих функцій — кровообігу, дихання, обміну речовин, відсутністю рефлексів, реакції на подразники. Виникає зрештою гальмування функцій кори головного мозку, потім підкіркових утворень.
Кома буває при інсульті, цукровому діабеті, гепатитах, уремії, епілепсії, отруєннях (в тому числі спиртними напоями, сурогатами алкоголю), деяких інфекційних хворобах, тяжких черепно-мозкових травмах, пухлинах головного мозку тощо. Глибоку кому відносять до термінальних станів.

## Етимологія
Термін «кома» вже використовувався в працях Гіппократа (Epidemica), а пізніше Галеном (ІІ століття). Згодом він майже не використовувався у відомій літературі до середини XVII століття, де знову з'явився у впливовому De anima brutorum (1672) Томаса Вілліса (1621—1675), де летаргія (патологічний сон), «кома» (тяжкий сон), карус (позбавлення почуттів) та апоплексія (що він локалізував у білій речовині) згадуються. Термін carus також походить від грецької, де його можна зустріти в коренях кількох слів, які означають сополіфічний або сонний. Його все ще можна знайти в корені терміна «сонник». Томас Сіденгам (1624–89) згадував термін «кома» у кількох випадках гарячки (Sydenham, 1685).

## Причини
Причини коматозних станів:
- Обширні ушкодження мозку: (гематома, абсцес, пухлина мозку, епілепсія).
- Дифузні деструктивні ушкодження тканини мозку: механічна травма, контузія мозку, енцефаліт, менінгіт, субарахноїдальний крововилив, електротравма мозку.
- Токсичні ураження мозку: отруєння алкоголем і його сурогатами, етиленгліколем, вуглеводнями та іншими отрутами, отруйними грибами, наркотиками, седативними препаратами, барбітуратами тощо.
- Неспроможність мозкового кровообігу: синдром малого викиду, синдром Морганьї — Адамса — Стокса, наслідок асистолії, ішемічний інсульт, гіпертензивна енцефалопатія.
- Метаболічні чинники: розлади водного та електролітного балансу, гіперосмолярний синдром, гіпер- або гіпонатріємія, розлади кислотно-основного стану, порушення балансу кальцію, гіпоксія, гіпер- чи гіпокапнія, печінкова недостатність, ниркова недостатність.
- Ендокринні чинники: гіпер- і гіпоглікемія, гіпер- або гіпотиреоідизм тощо.
- Фізичні чинники: розлади температурного гомеостазу (тепловий удар, гіпотермія), іонізаційна радіація.

Розрізняють коми первинного церебрального генезу (апоплексична, травматична, епілептична, кома інфекційного або пухлинного генезу) і вторинного генезу. Коматозний стан із вторинним ураженням центральної нервової системи зустрічається при захворюваннях внутрішніх органів і ендокринних залоз (коми діабетична, гіпоглікемічна, печінкова, уремічна, еклампсична, гіпохлоремічна, надниркова залозиста, тиреотоксична, мікседематозна, аноксична, аліментарно-дистрофічна).
Виявлення причини коматозних станів нерідко представляє значні труднощі, особливо за відсутності анамнестичних даних. Важливе значення має темп розвитку коматозного стану і прояви, які передують комі.

## Клінічні ознаки
Загальні клінічні прояви у людини, яка є в коматозному стані:
- глибока втрата свідомості;
- тахікардія або брадикардія;
- падіння артеріального тиску;
- зіниці широкі або вузькі;
- поступове зникнення сухожилкових та шкірних рефлексів;
- розлад дихання.

## Етапи коми

### Прекома
Це стан перед комою, який може тривати від кількох хвилин до 1-2 годин. У цей період свідомість хворого сплутана, він оглушений, млявість може змінюватися збудженням, і навпаки. При збережених рефлексах порушується координація рухів. Загальний стан відповідає тяжкості основного захворювання і його ускладнень.

### Кома I ступеня
Характеризується загальмованою реакцією на зовнішні подразники, важко встановлюється контакт із пацієнтом (ступор). Він може ковтати їжу тільки в рідкому вигляді й пити воду, тонус м'язів часто підвищений. Також підвищені сухожилкові рефлекси. Зберігається реакція зіниць на світло, іноді може спостерігатися косоокість.

### Кома II ступеня
Для цієї стадії розвитку коми характерний сопор, контакту з пацієнтом немає. Реакція на подразники порушена, немає реакції зіниць на світло, причому вони часто звужені. Також можуть відзначатися рідкісні хаотичні рухи пацієнта, фібриляції груп м'язів, напруга кінцівок може змінюватися їхнім розслабленням і т. д. Крім цього, можливе порушення дихання. Іноді може бути мимовільне випорожнення сечового міхура і кишки.

### Кома III ступеня
На цьому етапі відсутня свідомість, так само, як і реакція на зовнішні подразники. Зіниці звужені, на світло не реагують. Тонус м'язів знижений, іноді можуть спостерігатися судоми. Відзначається зниження артеріального тиску і температури тіла, порушується ритм дихання. Якщо стан хворого в цій стадії коми не стабілізується, то високий ризик розвитку термінального стану. 

### Кома IV ступеня
Відзначається повна відсутність рефлексів, тонусу м'язів. Артеріальний тиск різко знижується, так само, як і температура тіла. Зіниці розширені, немає їхньої реакції на світло. Стан хворого підтримується за рахунок апарату ШВЛ і парентерального харчування.
Цей етап коми зараховується до термінальних станів.

## Лікування
Основну увагу приділяють стабілізації або усуненню хвороби, яка спричинила кому. У лікуванні застосовують діуретичні засоби для зняття набряку-набухання мозку. Призначають серцеві засоби, при порушенні дихання — цититон, лобелін, апаратне дихання. Проводять протипролежневі заходи, не допускають затримки сечі та випорожнень.

## Вихід з коми
Відбувається під впливом медикаментозного лікування. Поступово відновлюються функції ЦНС, починають з'являтися рефлекси. Під час відновлення свідомості можуть відзначатися марення і галюцинації, що супроводжуються руховим занепокоєнням з дискоординированими рухами. Непоодинокі й сильні судоми, що супроводжуються порушенням свідомості.

### Відновлення
Люди можуть вийти з коми з шляхом подолання фізичних, інтелектуальних та психологічних труднощів, які потребують особливої уваги. У пацієнтів із комою зазвичай пробуджується глибокий стан розгубленості та дизартрії із неможливістю розмовляти. Одужання зазвичай відбувається поступово. У перші дні пацієнти можуть пробуджуватися лише протягом декількох хвилин із збільшенням тривалості в міру покращення їхнього здоров'я, і з часом можуть відновити свідомість повністю. Однак, деякі пацієнти ніколи не можуть прогресувати поза дуже елементарними відповідями.
Існують випадки, коли люди виходять з коми через тривалі періоди часу. Після 19 років перебування в малосвідомому стані Террі Уолліс спонтанно почав говорити і знову усвідомив своє оточення.
Чоловіка з пошкодженням мозку, що потрапив у коматозний стан на шість років, в 2003 році повернули до свідомості лікарі, які посадили електроди вглиб його мозку. Метод, званий глибокою стимуляцією мозку (DBS), успішно відновив мовлення, складні рухові та харчові здібності у 38-річного чоловіка, який переніс тяжку травму мозку. Його травми залишили його в мінімально свідомому стані (МСТ). Цей стан схожий на кому, але характеризується випадковими і короткими доказами самосвідомості, яких не вистачає пацієнтам з комою.